# Nepenthes lowii
Nepenthes lowii este o specie de plante carnivore din genul Nepenthes, familia Nepenthaceae, ordinul Caryophyllales, descrisă de Joseph Dalton Hooker. Conform Catalogue of Life specia Nepenthes lowii nu are subspecii cunoscute.

## Galerie de imagini

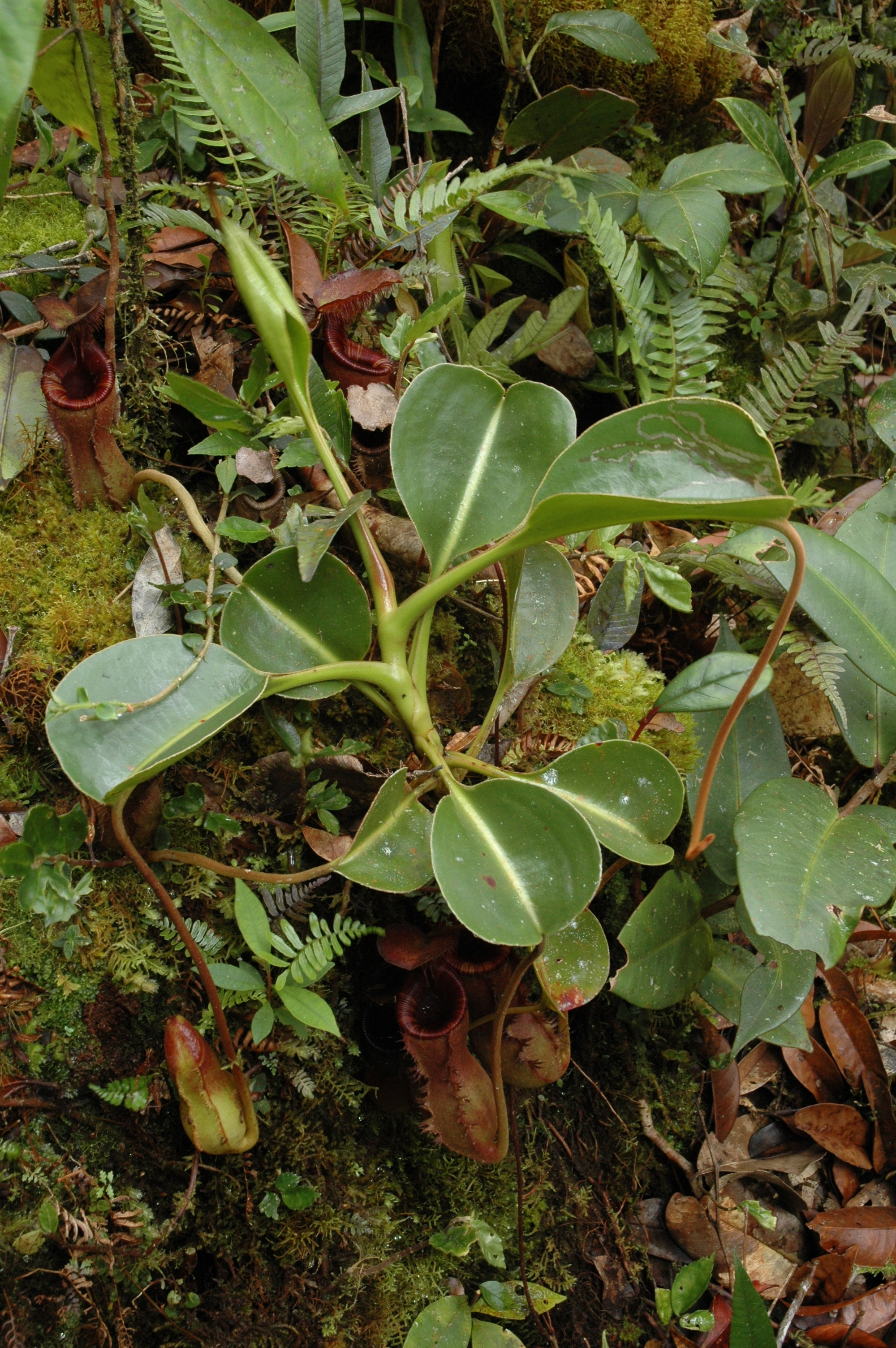
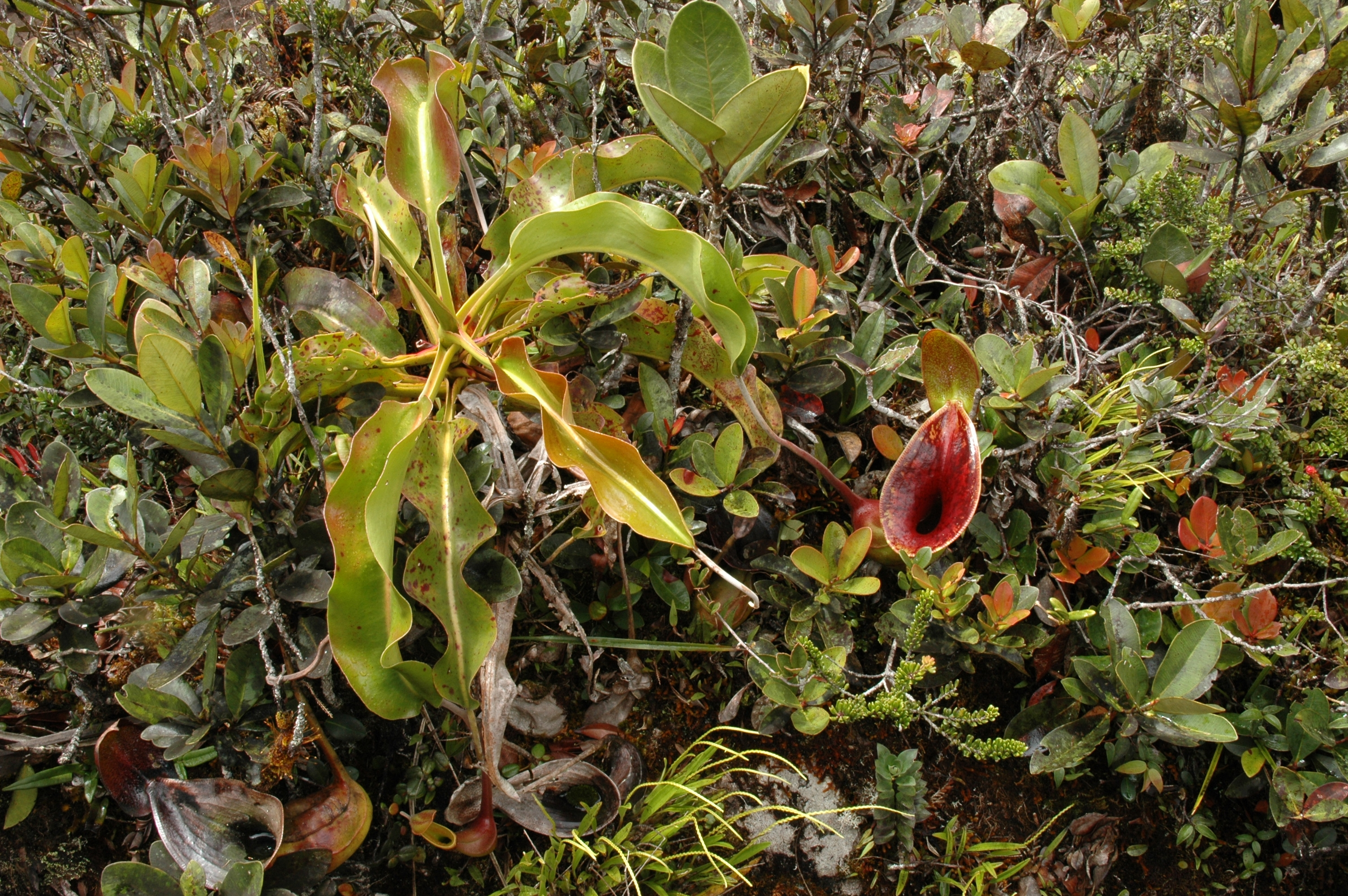
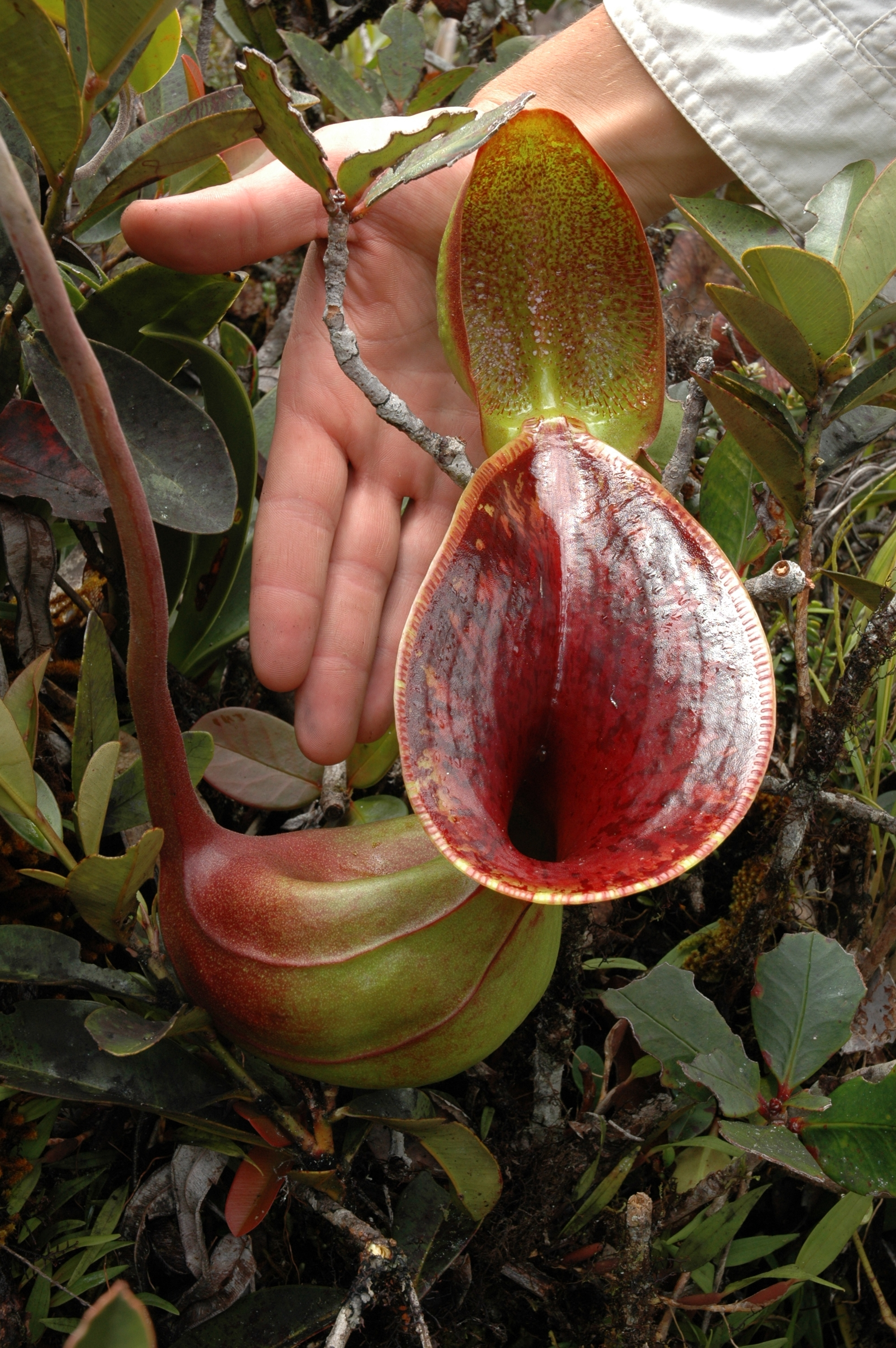
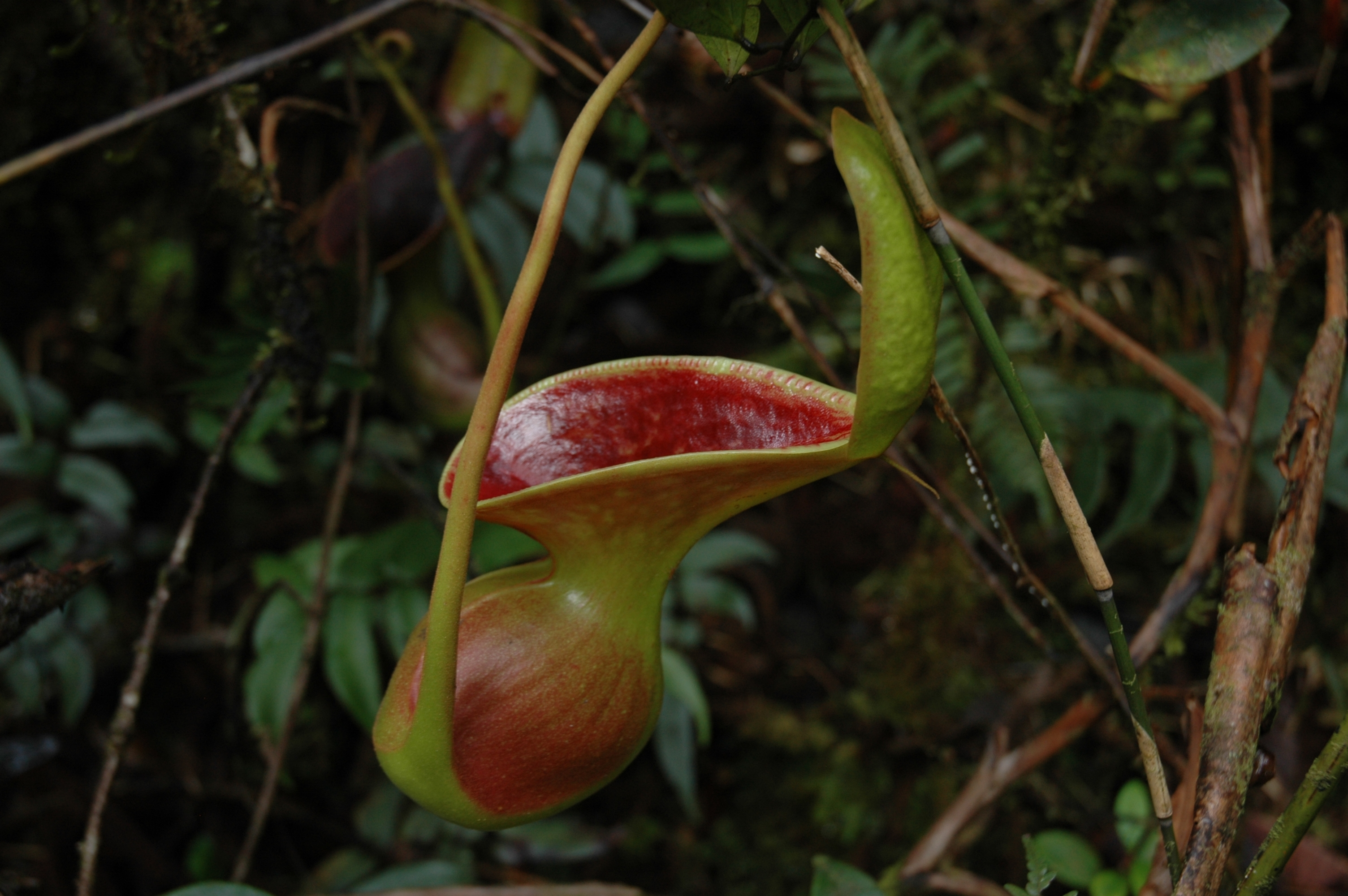
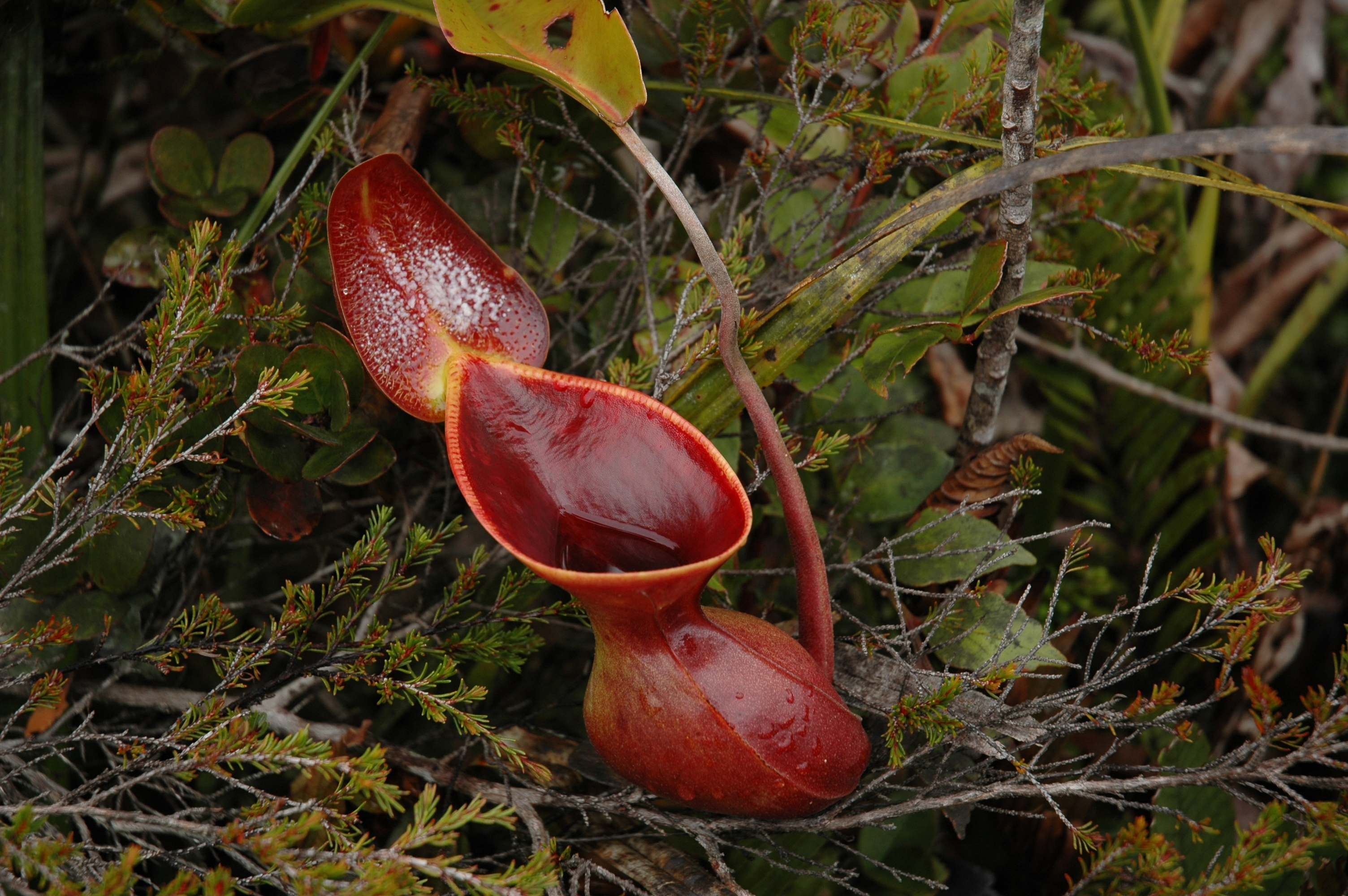
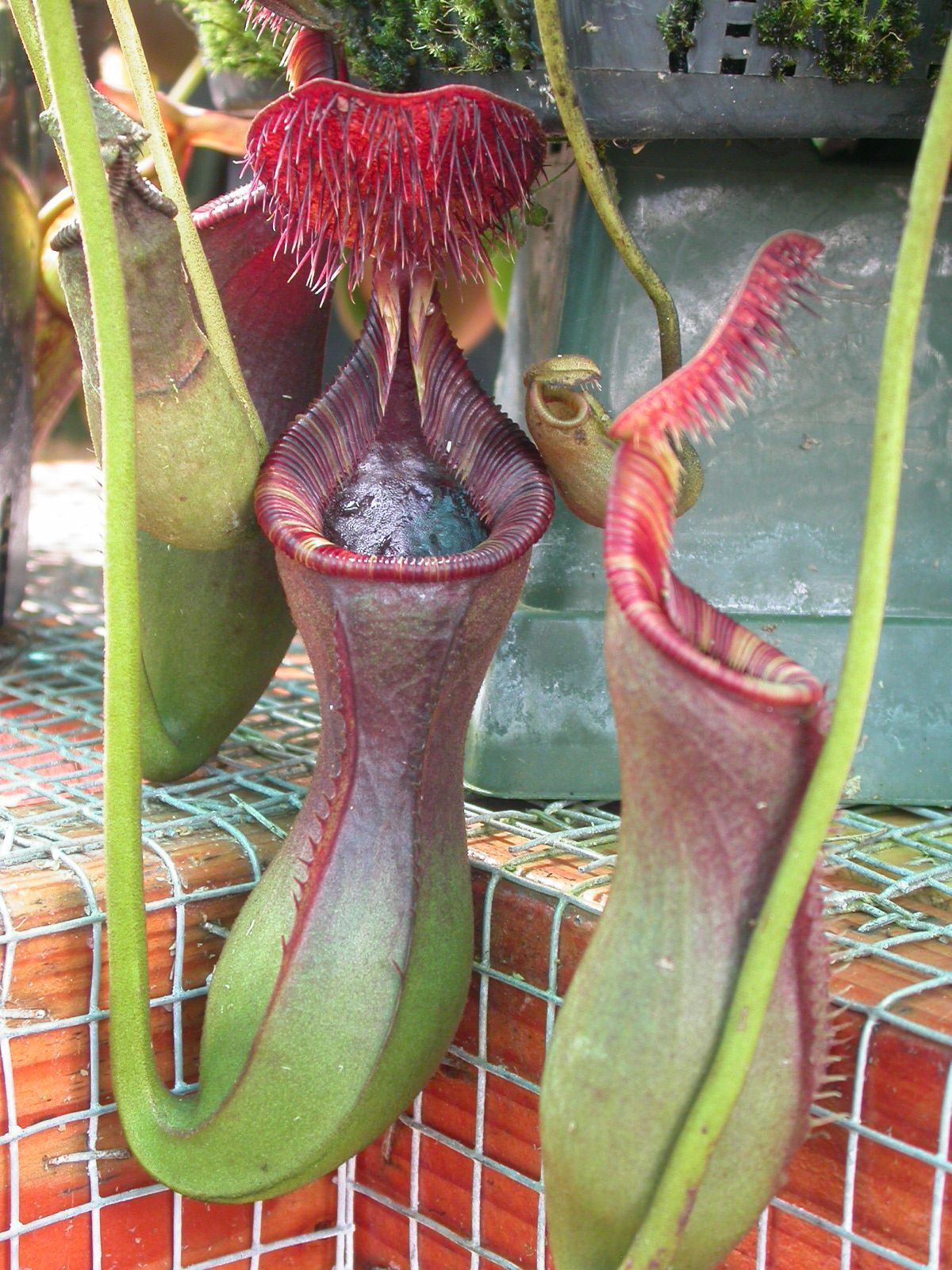